# Europaspiele 2023/Teilnehmer (Slowakei)
| Gelbes Symbol für Goldmedaillen mit stilisierten Olympischen Ringen | Graues Symbol für Silbermedaillen mit stilisierten Olympischen Ringen | Braundes Symbol für Bronzemedaillen mit stilisierten Olympischen Ringen |
| ------------------------------------------------------------------- | --------------------------------------------------------------------- | ----------------------------------------------------------------------- |
| —                                                                   | —                                                                     | —                                                                       |

Die Slowakei nimmt an den Europaspielen 2023 in Krakau teil.

## Medaillengewinner
| Name/n            | Sportart       | Wettkampf     |
| ----------------- | -------------- | ------------- |
| Bronze            |                |               |
| Ján Volko         | Leichtathletik | 200 m, Männer |
| Gabriela Gajanová | Leichtathletik | 800 m, Frauen |

## Teilnehmer nach Sportarten

### Leichtathletik
| Team     | Wettbewerb  | Wettbewerb | Punkte | Punkte | Punkte | Punkte | Punkte | Punkte | Punkte     | Punkte    | Punkte    | Punkte      | Punkte           | Punkte      | Punkte    | Punkte     | Punkte     | Punkte         | Punkte     | Punkte     | Punkte     | Punkte | Rang |
| Team     | Wettbewerb  | Wettbewerb | 100 m  | 200 m  | 400 m  | 800 m  | 1500 m | 5000 m | 110 m Hü.* | 400 m Hü. | 4 × 100 m | 4 × 400 m** | 3000 m Hindernis | Kugelstoßen | Speerwurf | Hammerwurf | Diskuswurf | Stabhochsprung | Hochsprung | Dreisprung | Weitsprung | Gesamt | Rang |
| -------- | ----------- | ---------- | ------ | ------ | ------ | ------ | ------ | ------ | ---------- | --------- | --------- | ----------- | ---------------- | ----------- | --------- | ---------- | ---------- | -------------- | ---------- | ---------- | ---------- | ------ | ---- |
| Slowakei | 2. Division | Männer     | 16     | 16     | 8      | 6      | 7      | 13     | 2          | 14        | 5         | 10          | 8                | 7           | 10        | 11         | 5          | 9              | 3          | 5          | 0          | 302    | 8    |
| Slowakei | 2. Division | Frauen     | 12     | 2      | 7      | 14     | 8      | 9      | 13         | 13        | 11        | 10          | 8                | 3           | 7         | 12         | 4          | 6              | 3          | 6          | 9          | 302    | 8    |

* Die Frauen treten über 100 m Hürden, statt 110 m Hürden an.
** Die 4 × 400 m sind ein Mixed-Wettkampf.

#### Einzelresultate
| Wettbewerb       | Männer                                                | Männer          | Männer | Männer      | Frauen                                                                  | Frauen          | Frauen | Frauen      |
| Wettbewerb       | Athlet                                                | Ergebnis        | Rang   | Rang Gesamt | Athletin                                                                | Ergebnis        | Rang   | Rang Gesamt |
| ---------------- | ----------------------------------------------------- | --------------- | ------ | ----------- | ----------------------------------------------------------------------- | --------------- | ------ | ----------- |
| 100 m            | Ján Volko                                             | 10,24 s SB      | 01     | 05          | Monika Weigertová                                                       | 11,51 s         | 05     | 18          |
| 200 m            | Ján Volko                                             | 20,53 s SB      | 01     | Bronze      | Lenka Kovačovicová                                                      | 24,28 s         | 15     | 33          |
| 400 m            | Šimon Bujna                                           | 46,89 s         | 09     | 25          | Alexandra Bezeková                                                      | 53,85 s         | 10     | 27          |
| 800 m            | Filip Bielek                                          | 1:50,18 min PB  | 11     | 29          | Gabriela Gajanová                                                       | 1:59,92 min     | 03     | Bronze      |
| 1500 m           | Peter Kováč                                           | 3:48,16 min SB  | 10     | 29          | Žofia Naňová                                                            | 4:20,95 min PB  | 09     | 24          |
| 5000 m           | Peter Ďurec                                           | 13:58,22 min PB | 04     | 09          | Žofia Naňová                                                            | 16:31,19 min PB | 08     | 24          |
| 110/100 m Hürden | Dominik Labuda                                        | 15,21 s SB      | 15     | 35          | Stanislava Škvarková                                                    | 13,13 s         | 04     | 09          |
| 400 m Hürden     | Matej Baluch                                          | 49,56 s PB      | 03     | 09          | Daniela Ledecká                                                         | 57,83 s SB      | 04     | 19          |
| 3000 m Hindernis | Dávid Mazúch                                          | 9:01,75 min     | 09     | 28          | Lucia Keszeghová                                                        | 10:48,83 min PB | 09     | 30          |
| 4 × 100 m        | Michal Bačík Filip Federič Samuel Beladič Jakub Nemec | 40,71 s SB      | 12     | 26          | Viktória Forster Agáta Cellerová Stanislava Škvarková Monika Weigertová | 44,69 s SB      | 06     | 17          |
| Kugelstoßen      | Adrián Baran                                          | 18,02 m SB      | 10     | 28          | Monika Marjová                                                          | 13,19 m         | 14     | 35          |
| Speerwurf        | Maximilian Slezák                                     | 73,78 m         | 07     | 16          | Petra Hanuliaková                                                       | 46,92 m         | 10     | 27          |
| Hammerwurf       | Marcel Lomnický                                       | 71,69 m         | 06     | 13          | Veronika Kaňuchová                                                      | 65,54 m         | 05     | 17          |
| Diskuswurf       | Samuel Kováč                                          | 51,89 m         | 12     | 32          | Barbora Jakubcová                                                       | 44,71 m         | 13     | 33          |
| Stabhochsprung   | Alan Černý                                            | 4,90 m PB       | =7     | =24         | Júlia Havjerová                                                         | 3,05 m          | 11     | 32          |
| Hochsprung       | Lukáš Beer                                            | 1,97 m          | 14     | 32          | Terézia Vaneková                                                        | 1,73 m =PB      | 14     | 32          |
| Dreisprung       | Matúš Blšták                                          | 14,75 m         | 12     | 30          | Zuzana Ďurkechová                                                       | 12,62 m         | 11     | 29          |
| Weitsprung       | Michal Bačík                                          | NM              | NM     | NM          | Monika Lehenová                                                         | 6,10 m          | 08     | 20          |

| Wettbewerb | Mixed                                                           | Mixed          | Mixed | Mixed       |
| Wettbewerb | Athleten                                                        | Ergebnis       | Rang  | Rang Gesamt |
| ---------- | --------------------------------------------------------------- | -------------- | ----- | ----------- |
| 4 × 400 m  | Patrik Dömötör Gabriela Gajanová Šimon Bujna Alexandra Bezeková | 3:19,84 min SB | 7     | 20          |

Ersatz: Delia Farajpour, Adam Hriň, Silvia Kaliašová, Miroslav Marček, Filip Revaj, Karin Suranová, Radovan Tomeček, Rebeka Žibritová

### Radsport

#### BMX-Freestyle
| Athleten           | Wettbewerb | Qualifikation | Qualifikation | Finale        | Finale        | Rang |
| Athleten           | Wettbewerb | Punkte        | Rang          | Punkte        | Rang          | Rang |
| ------------------ | ---------- | ------------- | ------------- | ------------- | ------------- | ---- |
| Frauen             |            |               |               |               |               |      |
| Lucia Čajková      | Park       | 25,99         | 13            | ausgeschieden | ausgeschieden | 13   |
| Naomi Vojtechovská | Park       | 44,16         | 9             |               |               |      |
| Männer             |            |               |               |               |               |      |
| Adrián Miko        | Park       | 11,33         | 29            | ausgeschieden | ausgeschieden | 29   |
| Tomáš Tohol        | Park       | 71,08         | 15            | ausgeschieden | ausgeschieden | 15   |